# 우유쉬안
우유쉬안(중국어 정체자: 吳宥璇, 병음: Wú Yòuxuán, 한자음: 오유선, 영어: Yoyo Wu, 2010년 11월 29일 ~ )은 중화민국의 가수이자 아역이다.